# Lake Shangrila
Lake Shangrila és una concentració de població designada pel cens dels Estats Units a l'estat de Wisconsin. Segons el cens del 2000 tenia 805 habitants.

## Demografia
Segons el cens del 2000, Lake Shangrila tenia 805 habitants, 299 habitatges, i 214 famílies. La densitat de població era de 425,8 habitants per km².
Dels 299 habitatges en un 31,4% hi vivien nens de menys de 18 anys, en un 57,5% hi vivien parelles casades, en un 10,4% dones solteres, i en un 28,1% no eren unitats familiars. En el 21,7% dels habitatges hi vivien persones soles el 8% de les quals corresponia a persones de 65 anys o més que vivien soles. El nombre mitjà de persones vivint en cada habitatge era de 2,61 i el nombre mitjà de persones que vivien en cada família era de 3,06.
Per edats la població es repartia de la següent manera: un 26,3% tenia menys de 18 anys, un 5,6% entre 18 i 24, un 31,3% entre 25 i 44, un 24,8% de 45 a 60 i un 11,9% 65 anys o més.
L'edat mediana era de 38 anys. Per cada 100 dones de 18 o més anys hi havia 103,8 homes.
La renda mediana per habitatge era de 65.977 $ i la renda mediana per família de 67.070 $. Els homes tenien una renda mediana de 47.083 $ mentre que les dones 35.972 $. La renda per capita de la població era de 24.606 $. Aproximadament el 5,2% de les famílies i el 7,5% de la població estaven per davall del llindar de pobresa.

## Poblacions més properes
El següent diagrama mostra les poblacions més properes.